# Phyllocyclus
Phyllocyclus é um género de plantas com flores pertencentes à família Gentianaceae.
A sua área de distribuição nativa vai do sul da China à Indochina.
Espécies:
- Phyllocyclus helferianus Kurz
- Phyllocyclus lucidissimus (H.Lév. & Vaniot) Thiv
- Phyllocyclus minutiflorus Thiv
- Phyllocyclus parishii (Hook.f.) Kurz
- Phyllocyclus petelotii (Merr.) Thiv